# Lamborghini Cheetah
Lamborghini Cheetah byl prvním terénním automobilem italské automobilky Lamborghini. Byl představen na ženevském autosalonu v roce 1977. Původní záměr zněl prodat auto americké armádě. Ta ale začala používat automobily HMMWV. Cheetah byl v jediném exempláři zničen při zkouškách v Kalifornii.

## Technická data
Motor vidlicový osmiválec o objemu 5,9 litru byl umístěn před zadní nápravou. Měl výkon 183 koní a točivý moment 400 Nm. Z nuly na sto zrychlil za 9 sekund. Maximální rychlost v terénu byla 140 km/h a na silnici 160 km/h. Pohon všech kol a samočinná třístupňová převodovka. Vozidlo bylo vybaveno neprůstřelnými pneumatikami.